# Ross Ardern
David Ross Ardern (ur. 1954) – polityk i dyplomata nowozelandzki, ojciec Jacindy Ardern, będącej premierem Nowej Zelandii od 2017 roku.
Wysoki komisarz Nowej Zelandii na Niue od lutego 2014 roku.